# Fort de Tournoux
Das Fort de Tournoux, als Festungsanlage zu Verteidigungszwecken zwischen 1839 und 1866 errichtet, befindet sich im oberen Ubaye-Tal (franz.: Vallée de l’Ubaye) zwischen den Gemeinden La Condamine-Châtelard und Saint-Paul-sur-Ubaye in der Région Provence-Alpes-Côte d’Azur (Arrondissement Barcelonnette). Die einst kleine Ansiedlung namens Tournoux, die auf einem Plateau mit Blick auf Ubaye gelegen ist, steht für den Namen des Verteidigungskomplexes. Vom 7. bis in das 17. Jahrhundert wurde das obere Ubaye-Tal von verschiedenen Mächten besetzt. Dies begründete sich in der Nähe von Tournoux zu mehreren Pässen zu Italien, was als Anlass zur Errichtung des Verteidigungskomplexes genommen wurde. Bei diesen Pässen handelt es sich seinerzeit im Wesentlichen um den Col de l'Autaret (2880 Meter), Col de Larche (1990 Meter), Col de Longet (2660 Meter) und den Col de Mary (2640 Meter), die damals als Überquerungen für Menschen und Lasttiere ausgebildet waren, nicht aber als Passstraßen.

## Beschreibung
Das Fort de Tournoux besteht aus Baulichkeiten für die Kasernierung verteidigender Truppen und aus verschiedenen und in unterschiedlichen Höhenlagen angeordneten Stellungen und Batterien, die jedoch nicht vollständig mit Geschützen ausgestattet worden waren. Insofern bilden die unterschiedlichen militärischen Anlagen ein Ensemble von Bauwerken zum Zwecke der Verteidigung, welches sich ab einer Höhe von 1290 Metern über der Talsohle, mit einstigen großen Kasernen, über 700 Höhenmeter zum höchsten Teil des Forts, der „Serre-de-l'Aut“, in etwa 2010 Metern Höhe erstreckt.
Die finanzielle Planung der ursprünglichen Festungsanlage, die dann tatsächlich von 1839 und 1866 erbaut wurde, umfasste geschätzte Baukosten in Höhe von 1.500.000 Franc. Gestiegene Baukosten, Erweiterungen und Bauhindernisse hatten eine Gesamtsumme von mehr als 3.500.000 Franc an Baukosten mit defizitären Auswirkungen auf den Haushalt für Verteidigung zur Folge.

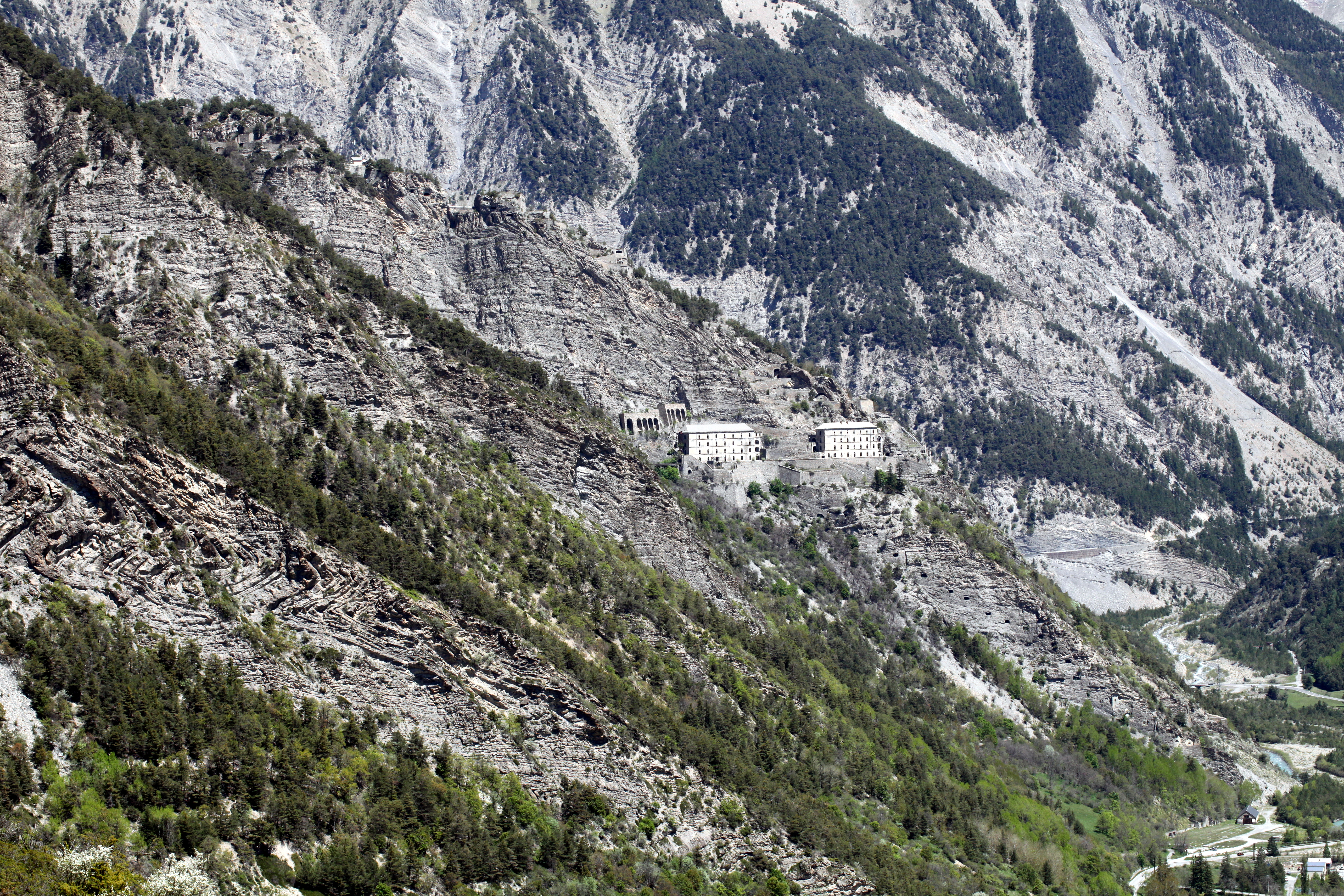
Westansicht von Fort de Tournoux (2019)

Die Festung wehrte in frühen Zeiten italienische Angriffe erfolgreich ab und wurde ab 1890 permanent mit Truppen besetzt. Im Ersten Weltkrieg diente die Anlage auch als Gefangenenlager für deutsche Offiziere. Im Zweiten Weltkrieg widerstanden verteidigende französische Soldaten zunächst den Angriffen von Mussolinis italienischer Offensive im Juni 1940. Es folgte 1943 die Besetzung des Forts durch deutsche Truppen bis zu deren Aufgabe 1945.
Fort de Tournoux wurde von der französischen Armee bis 1948 militärisch genutzt und diente anschließend als Munitionsdepot. Zum Ende militärischer Stationierungen im Ubaya-Tal im Jahr 2009 wurde das Fort einer Gemeinde übereignet und somit eine zivile Nutzung ermöglicht. Ein Teil der Festungsanlagen ist touristisch öffentlich zugänglich.